# 한국 우주인 배출 사업

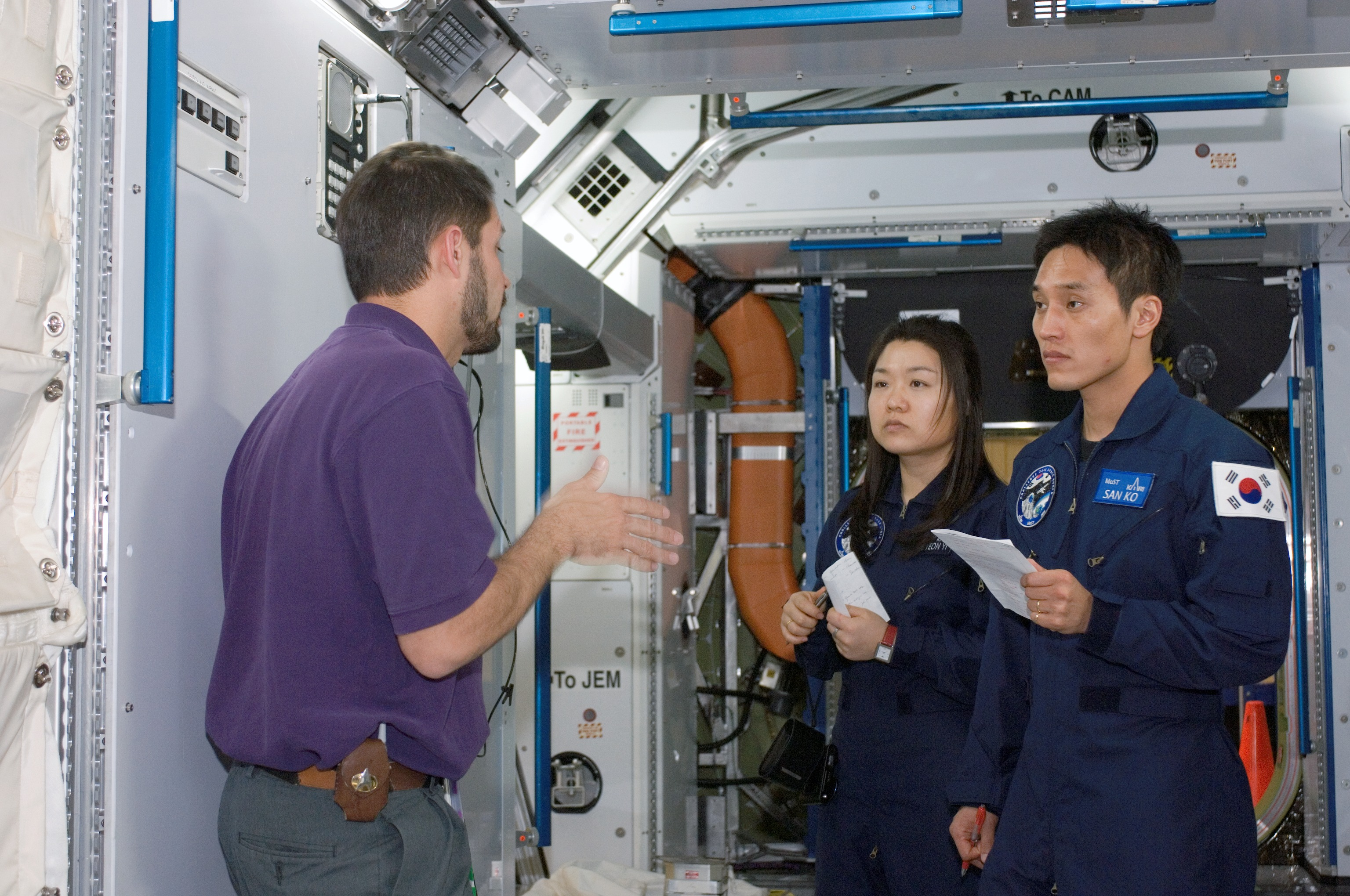
존슨 우주센터의 국제 우주 정거장 모형에서 훈련 중인 이소연과 고산

한국 우주인 배출 사업(韓國宇宙人輩出事業, Korean Astronaut Program, KAP)은 한국인 최초의 우주인을 만들기 위한 대한민국 과학기술부 주관의 국제 협력 사업이다.

## 사업 목적
본 사업의 목적은 다음과 같다.
첫째, 한국 최초 우주인 배출을 통해 유인 우주기술을 습득한다.
둘째, 우주 개발에 대한 국민, 특히 청소년의 관심과 이해를 제고한다.

## 사업 과정

### 우주인 후보 선발
4차례의 선발 과정을 통해 2006년 12월 25일, 최종 후보로 고산과 이소연을 최종 우주인 후보로 선출하였다.
선발된 두 명은 15개월간 모스크바 인근의 유리 가가린 우주인 훈련센터에서 우주 비행에 필요한 훈련을 하였다.
2007년 9월 15일, 두 명의 후보 중에 고산을 탑승우주인으로, 이소연을 예비우주인으로 선정하였다. 그러나 2008년 3월 10일, 훈련 과정에서의 보안 규정 위반을 이유로 탑승우주인이 이소연으로 변경되었다.
2008년 4월 8일, 이소연은 바이코누르 우주 기지에서 소유스 TMA-12의 발사를 통해 우주비행에 나서서, 4월 19일 소유스 TMA-11 편으로 지구로 귀환하였다.

### 다른 예비후보 4인
- 윤석오 - 남, 캘리포니아 버클리 대학 경제학, 해군 OCS 95기 통역장교, 한양대학교 국제협력실 교직원
- 장준성 - 남, 부천남부경찰서 경위, 경찰대학 법학과
- 이진영 - 남, 소령, 한국항공대학교 항공운항학과, 전투기 조종사 편대장
- 박지영 - 여, 대전과학고등학교, KAIST 화학과 석사과정

## 사업 지속 실패
2000년대 초부터 과학기술부에서 수립한 한국우주인배출사업은 2008년에 첫 우주인 배출로 본격적으로 시작이 되는 듯 하였지만, 이후 사업이 지속되지 못하였다.
2014년 국정감사 결과 이소연의 지구 귀환 이후 항공우주연구원에서 4년 동안 진행한 우주인 관련 연구 과제는 4건에 불과했다. 이는 한국 국적의 우주인을 배출하는 데에만 급급했을 뿐 애초에 우주인 귀환 이후 활용 계획을 제대로 세워놓지 않았음을 의미한다.
이러한 환경 속에서 이소연은 30여건의 우주과학 논문을 발표하고 특허도 1건 등록 하는 등 스스로 역할을 찾아내려 노력해야 했다. 그러나 항공우주연구원은 이소연을 우주인 관련 후속 연구에 활용하지 않고 외부강연 235회, 과학 전시회·행사 90회, 대중매체 접촉 203회 등 4년 동안 523회에 이르는 홍보성 대외 일정만 소화하도록 하였다.
또한 이소연이 우주과학 분야의 기술 개발에 직접 관여하지 않고 MBA 과정을 밟기 위해 미국으로 간 점은 국가차원의 체계적인 우주인 양성 및 교육 체계가 부족하다는 것을 보여준 방증이기도 하다.

### 지속 실패 원인

#### 중장기 계획의 부재
애초에 사업 목적에는 우주인이 우주에 다녀온 이후에 관한 계획이 없었다. 사업으로 선발된 우주인은 우주 비행 이후 우주 개발에 관한 국민의 이해와 관심을 제고하는 홍보성 역할만 있었을 뿐, 소중한 경험을 살려 우주 기술 개발이나 후속 우주인 프로그램 등으로 연결시킬 계획이 전무했다.

## 같이 보기
- 한국항공우주연구원
- 이소연
- 고산
- 앙카사완 계획